# 魚町停留場
魚町停留場（うおまちていりゅうじょう）は、かつて福岡県北九州市小倉北区魚町にあった、西日本鉄道（西鉄）北九州本線・北方線の停留場（廃駅）である。

## 概要
九州電気軌道本線第1期区間の開通に伴い、1911年（明治44年）6月5日付で同社の停留場として開業した。その後、1932年（昭和7年）10月2日には小倉電気軌道線（のちの北方線）が付近の大坂町まで延伸開業。1942年（昭和17年）3月の九州電気軌道による小倉電気軌道の合併に伴い、大坂町停留場も魚町停留場に改称し、本線魚町停留場と同一停留場扱いとなった。ただ、本線と北方線は軌間を含む車両の規格が異なり、線路は接続していなかった。
魚町地区は小倉北区の中心街で、商業施設や金融機関等が集積していたことから、本線・北方線とも利用客は多く、本線の電車は上下線とも当停留場で乗客の多くが入れ替わる利用状況だった。
1980年（昭和55年）11月2日には北方線の全廃により同線の魚町停留場が廃止となり、本線の停留場も1992年（平成4年）10月25日付の同線砂津 - 黒崎駅前間廃止に伴って廃止となった。

## 歴史
- 1911年（明治44年）6月5日 - 九州電気軌道本線第1期区間の開通に伴い、開業。
- 1932年（昭和7年）10月2日 - 小倉電気軌道線大坂町 - 旦過橋間が開通。九州電気軌道の魚町停留場近くに大坂町停留場を設置。
- 1942年（昭和17年）
  - 3月2日 - 九州電気軌道が小倉電気軌道を合併。もと小倉電気軌道の路線は北方線となる。同線大坂町停留場は魚町と改称し、本線魚町停留場と同一停留場扱いとなる。
  - 9月22日 - 西日本鉄道が成立し[5]、同社北九州線の停留場となる。
- 1980年（昭和55年）11月2日 - 北方線全廃により、同線の魚町停留場が廃止。
- 1992年（平成4年）10月25日 - 北九州本線の砂津 - 黒崎駅前間廃止により、本線魚町停留場廃止。

## 停留場構造

### 北九州本線

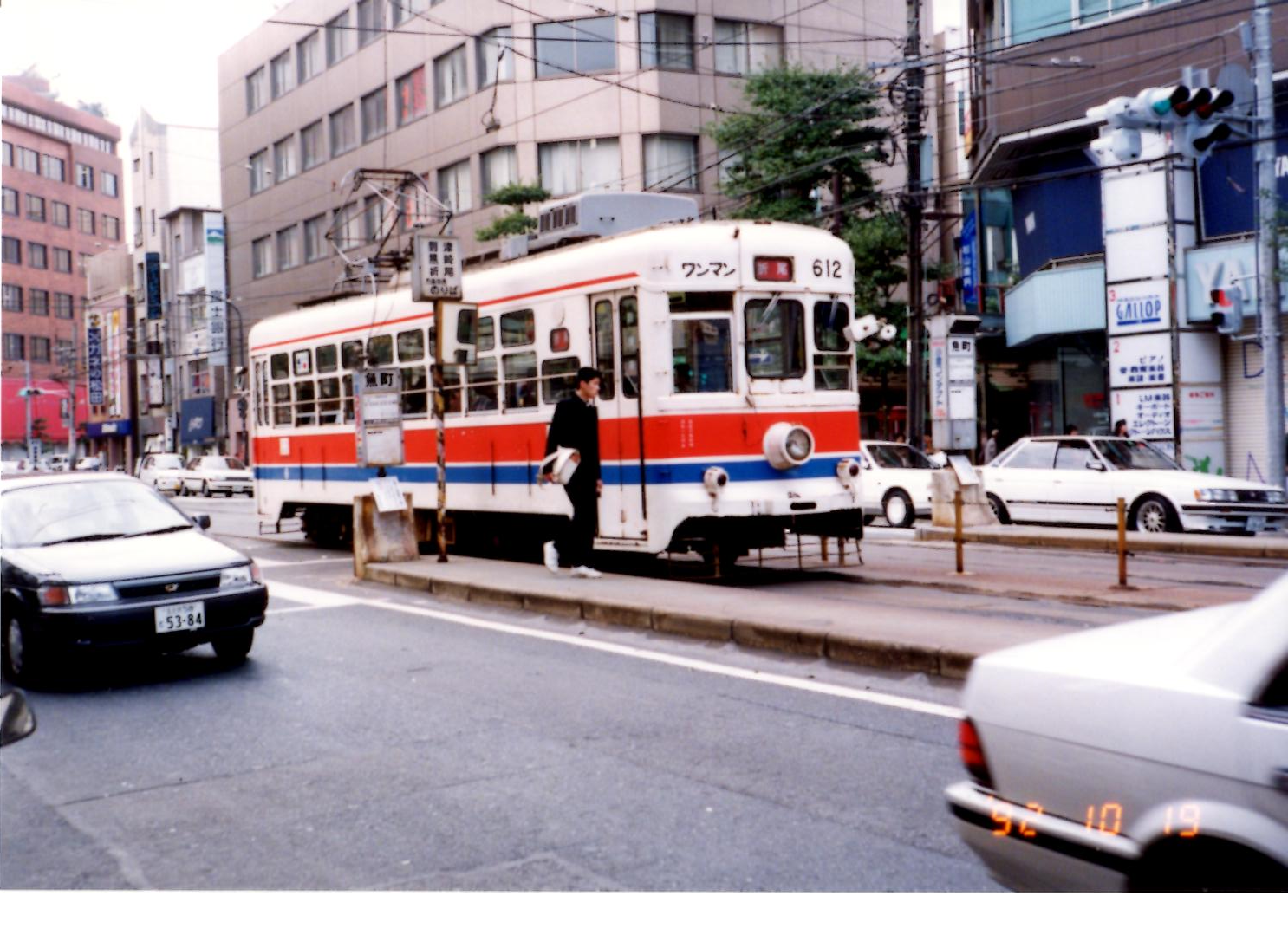
北九州本線魚町停留場下り乗降場

魚町地区を東西に貫く電車通り（のちの勝山通り）上、魚町交差点と銀天街入口交差点の間にあり、上下線それぞれに安全地帯のある乗降場を備えていた。また、これらの乗降場に進入する手前側にあたる下り線銀天街入口交差点東側と、上り線魚町交差点西側にも降車専用の安全地帯があった。乗降場の安全地帯は比較的長く、複数の電車が停車可能であったが、当停留場での乗降は多く、停車時間が延びがちであったため、乗降場が満線状態で進入できないときは、後続電車は手前側の降車場で降車扱いを行って待機した。

### 北方線

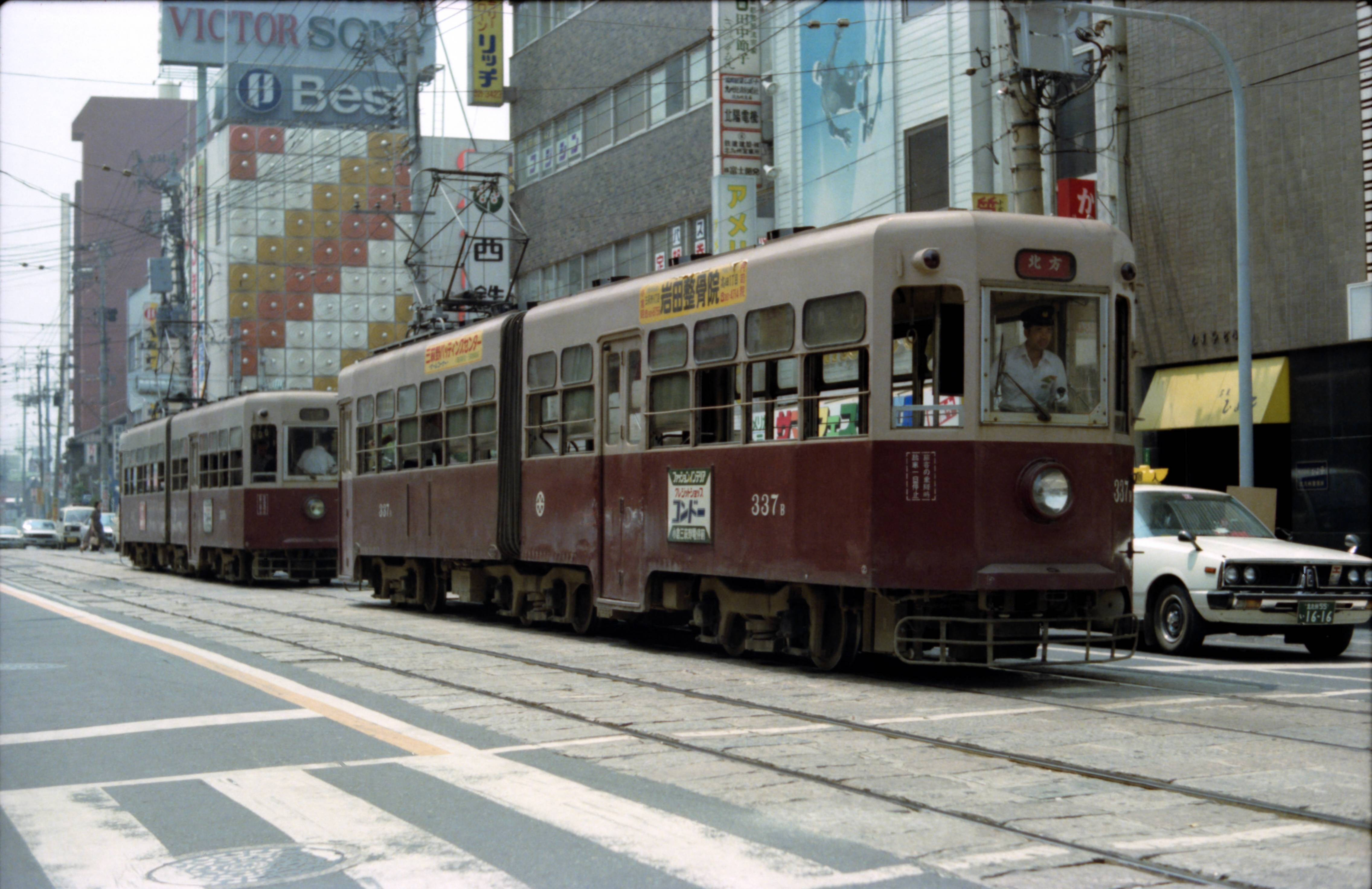
北方線魚町停留場付近の歩道から旦過橋方を望む（1979年8月）

魚町交差点から南へ伸びる県道三萩野・魚町線（のちのみかげ通り）上にあった。停留場部分で上下線が1線に収束して着発線となり、1面の乗車場安全地帯が設けられていた。着発線は、上り線側に下り線が合流する形だった時期とその逆だった時期があり、何度か異動を繰り返している。上下線が合流する手前の上り線横には安全地帯のない降車場があり、路面上に白線表示が設けられていた。線路の終端部に車止めなどの防護設備はなく、電車に空気ブレーキのなかった単車時代に、停止しきれなかった電車が終端部を突破し、北九州本線をも乗り越えて電車通り北側の店舗に突入する事故が2度にわたって発生したことがある。

## 停留場周辺
魚町 (北九州市)を参照。

## 廃止後の状況

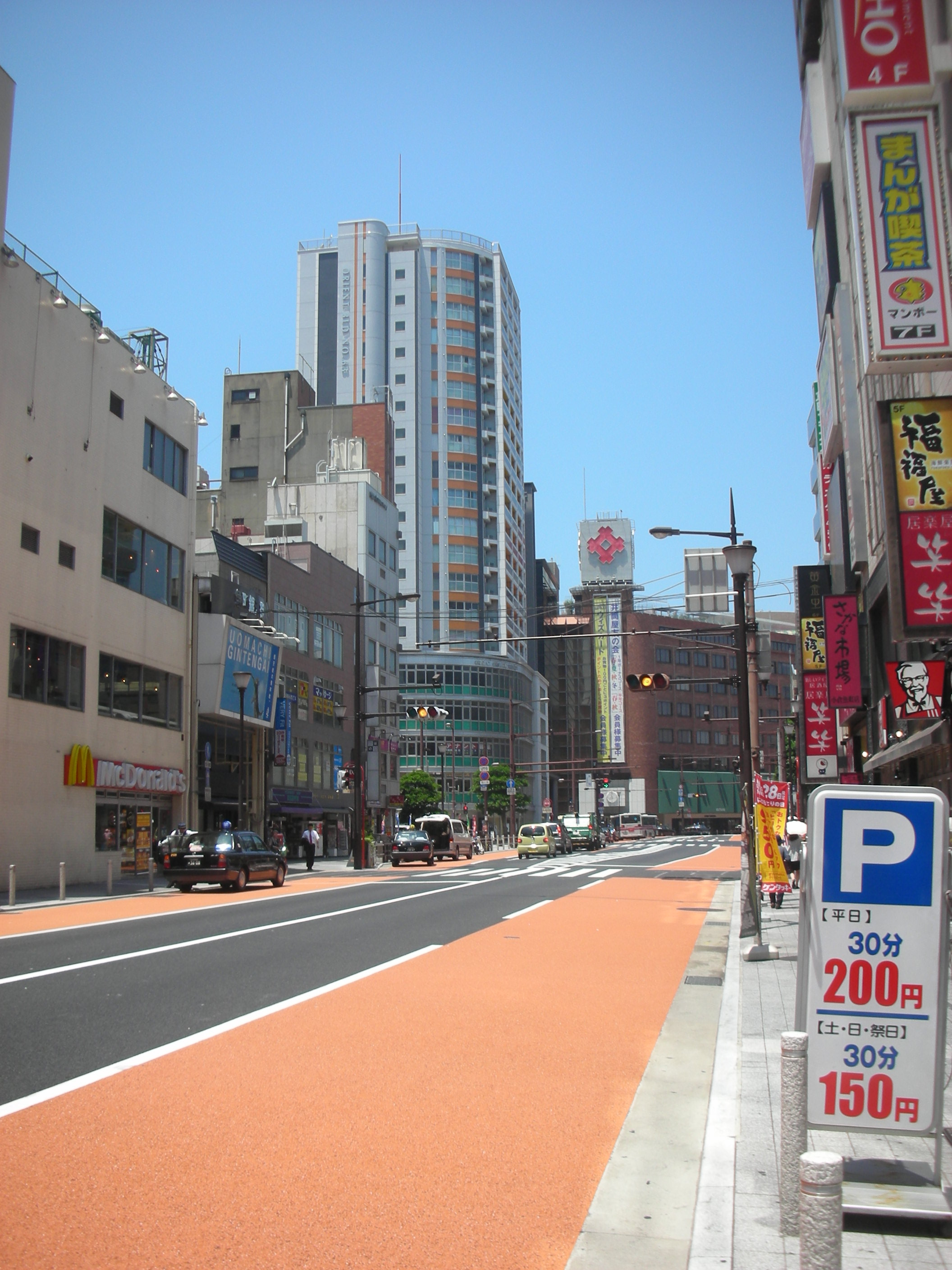
2009年6月時点の旧電車通り魚町付近。画面中央の信号機（銀天街入口交差点）の奥側に北九州本線の上下線乗降場が、手前側に下り線降車場があった。

本線・北方線とも、路面上の乗降場については廃止後は完全に撤去され、残存していない。

## 隣の駅
西日本鉄道
北九州本線
小倉駅前停留場 - 魚町停留場 - 室町停留場
北方線
魚町停留場 - 旦過橋停留場